# John Scaddan
John Scaddan (Moonta, 4 augustus 1876 – Perth, 21 november 1934) was de tiende premier van West-Australië.

## Vroege jaren
John Scaddan werd in Moonta in Zuid-Australië geboren op 4 augustus 1876. Hij was het op een na jongste van twaalf kinderen uit het huwelijk tussen de Cornische migranten Richard Scaddan en Jennifer Smitheram. Toen hij dertien was verhuisde het gezin naar Woodside in Victoria. Hij werkte er in de mijnen, las veel en ging deeltijds naar de Bendigo School of Mines waar hij het certificaat van machinist behaalde. Scaddan speelde voetbal en was opzichter op de methodistische zondagsschool.
In 1896 verhuisde Scaddan naar West-Australië. Hij werd stoommachine-operator in een mijn in Kalgoorlie en huwde Elizabeth Fawkner op 9 mei 1900 in Boulder. Ze stierf op 21 september 1902 aan nefritis. Op 1 september 1904 hertrouwde Scaddan met Henrietta Edwards. Hij was militant van de vakbond Goldfields Amalgamated Certificated Engine-drivers' Union.

## Politieke carrière
Op 28 juni 1904 won Scaddan voor de Laborpartij de zetel van het kiesdistrict Ivanhoe in het West-Australische lagerhuis. Hij nam deel aan de verkiezingen omdat hij op dat moment werkloos was. Scaddan werd geen minister in de Laborregering van Henry Daglish. Hij hield zich vooral bezig met de goudmijnindustrie, de mijnregelgeving en de controle op de mijnmachines. In oktober 1905, na de val van Daglish regering, werd Scaddan herverkozen. Van 1906 tot 1911 was hij secretaris van de West-Australische afdeling van de Australian Labour Federation.
Op 3 augustus 1910 volgde Scaddan partijleider Thomas Bath op en werd dus leider van de oppositie. Hij ging fel tekeer tegen de nieuwe geografische indeling van de kiesdistricten, uitgetekend door Frank Wilsons regering. Hoewel die nieuwe indeling in het nadeel speelde van Labor won het de verkiezingen van oktober 1911 met een grote absolute meerderheid. Op 7 oktober werd Scaddan premier. Hij was 35 jaar oud en de jongste West-Australische premier tot dan toe. Scaddan leidde een hervormingsregering. Er werd een Workers' Homes Board opgericht om mensen met een laag inkomen de mogelijkheid te bieden een woning te kopen, de uitkeringen werden verhoogd, de arbitragemogelijkheden werden aangepast om de vakbonden te helpen, de schoolbijdragen voor het secundair onderwijs werden afgeschaft, de grondbelasting werd verhoogd en in 1912 werd een progressieve inkomstenbelasting ingevoerd. De wetgeving rond echtscheidingen en irrigatie en het strafwetboek werden aangepast. Dit ondanks tegenkanting van het hogerhuis die een veertigtal wetsvoorstellen amendeerde of blokkeerde.
Scaddans regering zette ook in op de ontwikkeling van de graanindustrie in de regio Wheatbelt. De leenvoorwaarden van de Agricultural Bank werden versoepeld, er werd informatie verstrekt aan de landbouwers en het spoorwegnetwerk voor het vervoer van de graanproductie werd uitgebreid. Scaddan voerde een beleid van 'staatssocialisme' waarbij de staat bedrijven oprichtte. De State Shipping Service werd opgericht en kocht vier stoomboten, de steengroeve van Boya werd heropend, er kwam een fabriek waar landbouwmachines werden geproduceerd en er werden steenbakkerijen, houtzagerijen, hotels, melkverwerking- en visbedrijven opgericht. De overheid startte bedrijven op in alle fasen van de vleesindustrie, van boerderijen tot slachthuizen en distributiekanalen. Het tramnet en de ferry's van Perth werden overgenomen.
Scaddans op het eerste zicht dogmatische aanpak betrof eigenlijk een pragmatische aanpak van specifieke problemen. De State Shipping Service diende om de macht te breken van de pastoralisten in het noorden, die misbruik maakten van een scheepsmonopolie om de prijzen op te blazen, dit ten voordele van de vleesconsumenten in het zuiden. De houtzagerijen produceerden dwarsliggers voor de aanleg van de spoorwegen om de Wheatbelt te ontwikkelen. De steenbakkerijen dienden voor de woningen van de arbeiders goedkopere en betere stenen te produceren dan die van de door prijsafspraken geteisterde bestaande industrie. De fabrieken die landbouwmachines produceerden werden na klachten van de boeren over te dure machines opgericht. De onvrede over het tramnet van Perth was zo groot dat zelfs Scaddans hevigste tegenstanders zijn voorstel om het tramnet over te nemen steunden.
Van bij het begin was er controverse over de aanpak. Sommige tegenstanders waren er om principiële redenen tegen. Veel bedrijven hadden van bij de opstart serieuze operationele problemen en werkten zonder degelijke boekhouding. De State Shipping Service en de landbouwmachineproducenten hadden een inefficiënt management, leden verliezen en leverden slechte diensten en producten. Het overnemen van het tramnet leverde geen betere resultaten. Sommige mensen binnen Labor zagen het oprichten van de bedrijven als tewerkstellingsbeleid. De werknemers handelden alsof de bedrijven er voor hen waren in plaats van voor de gemeenschap. Een van de laatste projecten, een vleesverwerkingsbedrijf in Wyndham, kwam in de problemen nadat de aanbesteding door Scaddan aan S.V. Nevanas, een Londense financier, werd toegewezen. De prijs was zeer laag en Nevanas diende de werken stop te zetten omdat het niet haalbaar bleek. Vervolgens bleek Nevanas contractueel recht te hebben op een compensatie.
Scaddan won de verkiezingen van 1914 nipt. Zijn meerderheid had nog slechts twee zetels over. De nieuwe Country Party haalde acht zetels. Door het uitbreken van de oorlog en de ergste droogte in jaren was die kleine meerderheid veel te krap. J.P. Gardiner, een Laborparlementslid uit Roebourne verliet het parlement waardoor zijn zetel vrij kwam. Labor verloor de tussentijdse verkiezing. De partij had nog slechts de helft van de zetels in het lagerhuis. Daarenboven stemde het Laborparlementslid Edward Johnston geregeld tegen de eigen partijlijn in. Hij was de enige Laborverkozene uit landelijk gebied en kwaad omdat de regering niet voor de beloofde verlaging van de grondprijzen van kroonland had gezorgd. Uiteindelijk trad Johnston uit de partij en zetelde als onafhankelijke. De Country Party en Liberal Party hadden nu samen een meerderheid. In juli 1916 werd Frank Wilson voor de tweede maal premier.
Scaddan verliet, door onenigheid tijdens de Eerste Wereldoorlog (vooral op federaal niveau) over de militaire dienstplicht, op 10 april 1917 zelf de Australian Labor Party. Hij was voorstander de dienstplicht. Philip Collier nam de leiding over de partij in West-Australië over. Scaddan richtte daarop de National Labor Party van West-Australië op en ging onderhandelingen aan met de Liberal Party. Beide partijen vormden samen de National Party onder leiding van Henri Lefroy. Door onenigheid binnen de regering werd James Mitchell op 17 mei 1919 premier van West-Australië. Mitchell benoemde Scaddan tot minister van spoorwegen, mijnen, politie, industrie en bosbeheer. In 1920 stapte Scaddan over naar de Country Party maar bleef trouw aan Mitchell. Scaddan verbeterde de werkomstandigheden in de mijnen en fabrieken en ondernam acties tegen de illegale handel in goud.
In 1924 keerde Scaddan terug naar de Nationalist Party maar hij verliet het parlement. Hij was drie jaar manager bij Westralian Motors in Perth en werd vervolgens makelaar. Vanaf 1926 was hij lid en, van 1931 tot 1934, voorzitter van de Perth Road Board. In 1930 keerde hij terug naar het parlement en nam, onder James Mitchell, van 1930 tot 1933, terug dezelfde ministerportefeuilles op. Hij organiseerde de hulp aan de werklozen veroorzaakt door de crisis van de jaren 30. Hij maakte deel uit van een zeskoppig comité dat het vertrek van West-Australië uit het Australische gemenebest voorbereidde. Voorts beperkte Scaddan de verkoop van vuurwapens en hielp de arbeidsongeschikten in de mijnindustrie.
Scaddan werd tijdens de verkiezingen van 1933 niet herverkozen. Hij stierf aan een hersenbloeding op 21 november 1934 en werd begraven op de begraafplaats van Karrakatta. Zijn vrouw, dochter en zoon overleefden hem. Hoewel Scaddan een socialist was bleef hij heel zijn leven methodist. Hij voelde niet veel voor de gelijkheid tussen man en vrouw, was tegen de doodstraf voor moordenaars, voorstander van de matigingsbeweging en - hoewel niet zo compromisloos als sommige anderen binnen Labor - tegen de tewerkstelling van Aziaten in West-Australië. Zijn pragmatische humane aanpak ging goed samen met de prille ontwikkeling van de industrie in West-Australië.

## Nalatenschap
In 1923 werd John Scaddan als lid opgenomen in de Orde van Sint-Michaël en Sint-George.
Het plaatsje Scaddan langs de spoorweg tussen Kalgoorlie en Esperance werd naar John Scaddan vernoemd.
- Australian Dictionary of Biography: scaddan-john-8348
- Trove: 1463140